# Amadeo García
Amadeo García de Salazar y Luco (Vitoria, 1887. március 31. – 1947. július 18.) spanyol labdarúgóedző.
1934 és 1936 között a spanyol labdarúgó-válogatott szövetségi kapitánya volt, a csapat vele vett részt az 1934-es olaszországi világbajnokságon.